# Embia contorta
Embia contorta är en insektsart som beskrevs av Ross 1966. Embia contorta ingår i släktet Embia och familjen Embiidae. Inga underarter finns listade i Catalogue of Life.